# SIG MCX突擊步槍
SIG MCX是一款由西格&紹爾所研製及生產的一系列卡賓槍，採用了從SIG MPX衝鋒槍結轉改進而成的短行程導氣活塞氣動式系統，並且具有半自動型和擊發調變（突擊步枪）型兩種配置。目前可發射5.56×45毫米北约、.300 AAC BLK（7.62×35毫米）和7.62×39毫米蘇聯（M43）這三種口徑的步枪子彈。
於西格&紹爾在新罕布什爾州的工廠建製的SIG MCX，根據西格&紹爾小冊子對該步槍的描述，為“經過徹底改造以後成為短、輕量、消聲”的武器。
2016年，SIG召回了一些使用第一代槍栓機框的該槍型。

## 設計細節
SIG MCX系列配置了短行程導氣活塞氣動式系統，以減少後座力，提高了武器的可靠性；這是基於先前推出的SIG MPX的設計。MCX具有一個可讓該卡賓槍在5.56×45毫米北约口徑、.300 AAC BLK（7.62×35毫米）口徑、7.62×39毫米蘇聯口徑之間的轉換的系統，5.56×45毫米北约口徑和.300 AAC BLK（7.62×35毫米）口徑時使用標準的5.56×45毫米口徑的STANAG彈匣，而7.62×39毫米蘇聯口徑則是特別設計的STANAG兼容彈匣。MCX的設計是用於提供發射.300 AAC BLK（7.62×35毫米）口徑步槍和可選用的消聲器的最優性能。
槍管採用錐形槍口，此設計為抑制器部門主管Kevin Brittingham所引入，使得該槍可裝上槍口裝置和直接螺紋裝拆式消聲器而無需擔心因不使用墊圈導致性能下降，而且可讓裝置裝上以後自行定於中間。槍管可以在短時間內改變為另一長度或不同的口徑。此外，槍管表面塗上了氮化物塗層以提高耐腐蝕性。它具有淬火鋼磨損點。
所有MCX都具有由鋁製成的前護木，曾採用皮卡汀尼導軌及KeyMod系統以添加附件，現已全數改用M-LOK。除槍機釋放按鈕外大部份操作部件都可左右手操作。MCX卡賓槍有四種類型的槍托可以選用。
MCX採用了類似AR-18緩衝彈簧，所以不像AR-15需要緩衝管，因此MCX的機匣尾部改為一段MIL-STD-1913導軌，提供更大的槍托安裝彈性。導軌槍托安裝介面亦被採用於如BRN-180等無緩衝管的槍械。
另外因在AR系統上會出現磨損，因此在MCX上的槍栓導桿軌道、彈殼偏向器都為可替換鋼製部件，而槍機拉柄定位孔則加上鋼彈簧銷避免磨損上機匣。

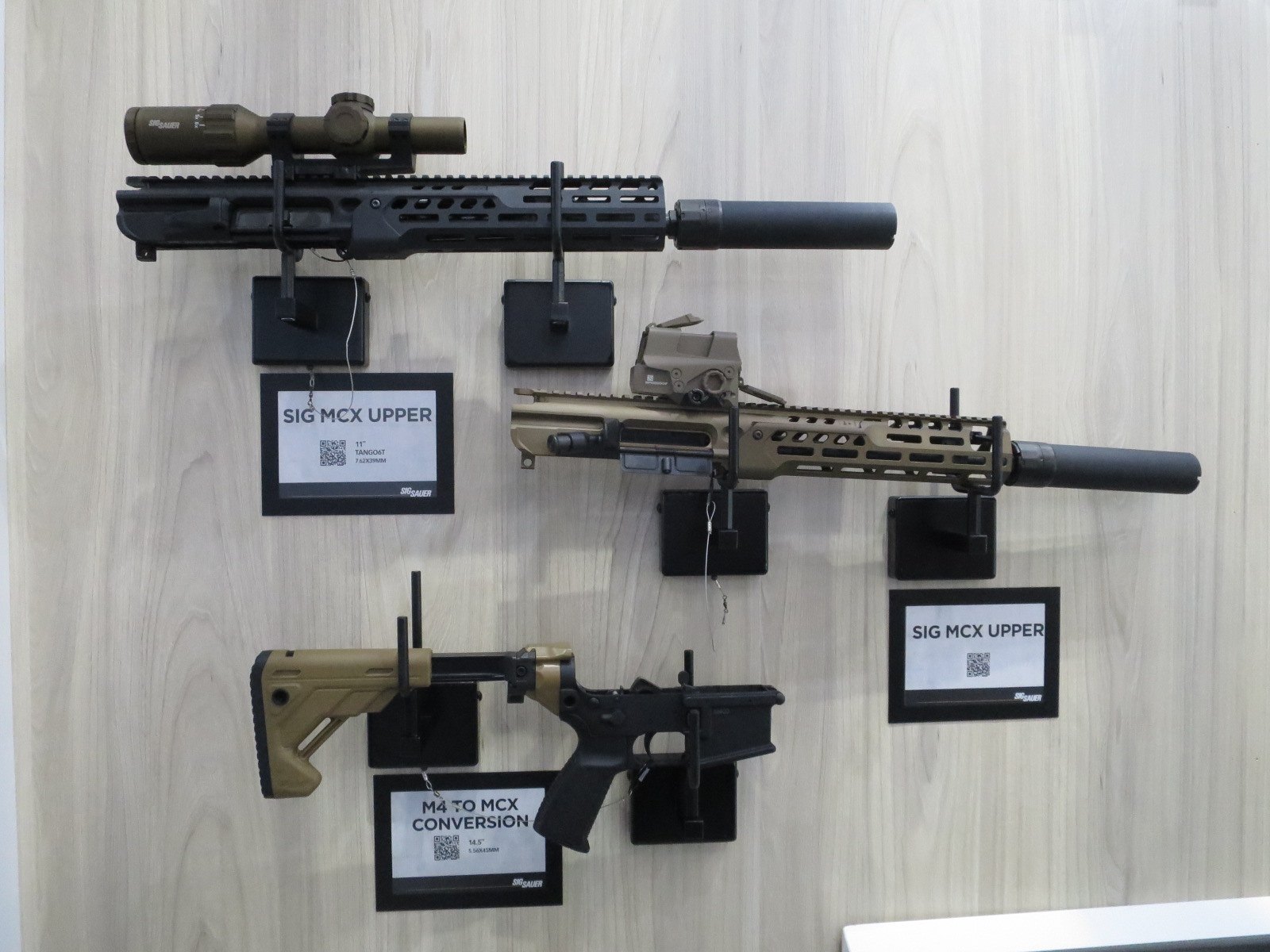
MCX SPEAR LT上機匣（上、中）及M4-MCX下機匣轉換套件（下）

SIG設計的上機匣可在裝上適配器以後與標準的AR-15和M16下機匣兼容。兩款步槍平台的整體佈局相似。
美國特種作戰司令部於2018年7月選用了一款內置抑制器的MCX上機匣作為“消音上機匣組”（Suppressed Upper Receiver Group；SURG）。這些上機匣將會用於庫存的M4A1下機匣，從而用作為一款完整武器。

## 衍生型

### MCX
- MCX卡賓槍：卡賓槍型，具有16英寸（410毫米）槍管。民用型採用半自動扳機組，軍警型則提供採用全自動扳機組。[9]
- MCX SBR：短管步槍（英语：Short-barreled rifle）型，具有9英寸（230毫米）槍管。設有半自動民用型及全自動軍警型。根據美國聯邦法律，槍管短於16英寸（410毫米）的步槍都是歸類為第二類槍械（英语：Title II weapons），而這類武器受美國聯邦的限制，以及國家法律的監管。[9]
- MCX Pistol SBX：半自動手槍型，具有9英寸（230毫米）槍管，手臂支撐器和半自動扳機組。這個版本符合美國法律定義的“手槍”，因為槍身設計成可與射手的身體單點接觸；[16]雖然在一般來講，它是一種緊湊卡賓槍，因為它發射中間型威力步枪子彈。美國菸酒槍炮及爆裂物管理局曾警告使用者使用裝上了SIG SBX或類似的前臂支托的武器肩射，而且不是作為短管步槍註冊的話，仍視同短管步槍，也就是其中一款第二類槍械。[17]
- MCX LVAW：低能見度突擊武器（英語：Low Visibility Assault Weapon），為短管、消聲、擊發調變衍生型，只向執法機關和軍用市場提供。其綽號為“黑曼巴蛇”（Black Mamba）。[18][19]

### MCX VIRTUS
MCX VIRTUS是SIG在2017年推出的第二代MCX。MCX VIRTUS步槍裝有經重新設計而與之前的MCX版本互不兼容的上機匣、護木、槍管和槍栓。此外，所有以前提及7.62×39毫米蘇聯口徑槍管套件的參考資料都已經從視覺上排除掉；口徑選項為5.56×45毫米北约和.300 AAC BLK（7.62×35毫米）口徑。原廠握把改為類似Magpul MOE的設計，SIG稱其為「小角度（Reduced Angle）握把」。
- MCX VIRTUS Patrol：標準型，SIG稱其為巡邏型。口徑為5.56×45 NATO，16英寸（410毫米）槍管，1:7英寸膛線纏距，與定制西格Matchlite Duo扳機以提高精確度，折疊及5段位置伸縮式槍托，四款可供選擇的護木長度，可互換的槍管和特殊的內部緩沖系統[20][21][22]。
- MCX VIRTUS SBR：短管步槍型，5.56×45 NATO口徑對應11.5英寸（292.1毫米）槍管，而.300 BLK口徑對應9英寸&5.5英寸（230毫米&140毫米）槍管[2][3]。
- MCX VIRTUS PCB：VIRTUS SBR手槍版本，改用PCB手臂支撐器代替槍托，5.56×45 NATO口徑對應11.5英寸槍管，.300 BLK口徑對應9英寸槍管[2][23]。

### MCX Rattler
MCX Rattler（響尾蛇）為MCX個人防衛武器型。採用了較一般MCX為短的上機匣及較小的握把。另外復進助推器亦被移除。
- MCX Rattler SBR：短管步槍型。採用5.5英寸槍管。設有5.56 NATO及.300 BLK兩種口徑。
- MCX Rattler PCB：手槍型。改用PCB手臂支撐器。採用5.5英吋槍管，.300 BLK口徑。
- MCX Rattler Canebrake：手槍型。改用SD M-LOK護木並配上SRD762訓練抑制器。採用5.5英吋槍管，.300 BLK口徑。

### MCX Spear LT
MCX Spear LT是SIG在2022年9月推出的第三代MCX。MCX Spear LT融合了MCX Spear的設計，換上了以螺銷額外固定、可讓安裝其上的雷射等設備保持歸零的護木，並加上了雙邊槍機釋放鈕。扳機經重新設計以讓擊錘有更多動量擊發底火較硬的彈藥、且可與一般AR-15扳機相容，無需特別使用為MCX設計的扳機。所有版本的MCX Spear LT皆原廠配有可安裝SIG SLX QD抑制器的三叉式消焰器，並採用與MCX Spear一樣的棕色表面處理。
MCX Spear LT提供5.56 NATO、.300 BLK及7.62×39公厘三種口徑，並分別提供9、11.5及16英寸三種槍管長度。

### 進一步衍生型
- MCX-MR（中距離）：半自動狙擊步槍（精確射手步槍），發射7.62×51毫米北约口徑步枪子彈。它具有由Bartlein槍管公司製造，採用416不鏽鋼、開槽化（英语：Fluting (firearms)）的16英寸（410毫米）槍管，纏距為1:10。護木通過一根插銷及一根螺銷固定，而導氣系統則具有裝上消聲器與不裝上消聲器時使用的兩個設定的氣體調節器。它的重量為8.9磅（4.0千克），並同時設有T型及左側槍機拉柄兩種配置，其中T型槍機拉柄改為翻轉180度以更換左右操作。可使用SR-25規格彈匣（英语：SR-25 pattern magazine），並與SR-25的下機匣兼容。西格&紹爾用以參與2012年美國陸軍緊湊型半自動狙擊系統（Compact Semi-Automatic Sniper System，CSASS）計劃的採用試驗，但得標的是黑克勒&科赫的G28E狙擊步槍。[28][29]

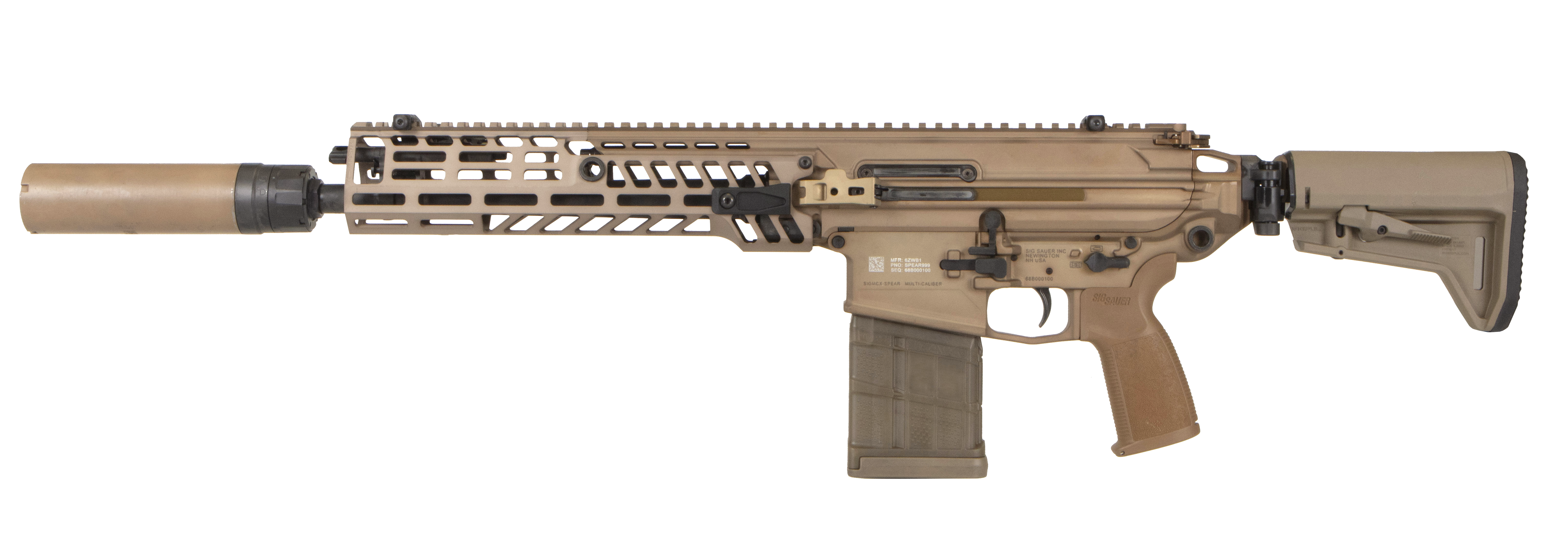
一把XM7步槍

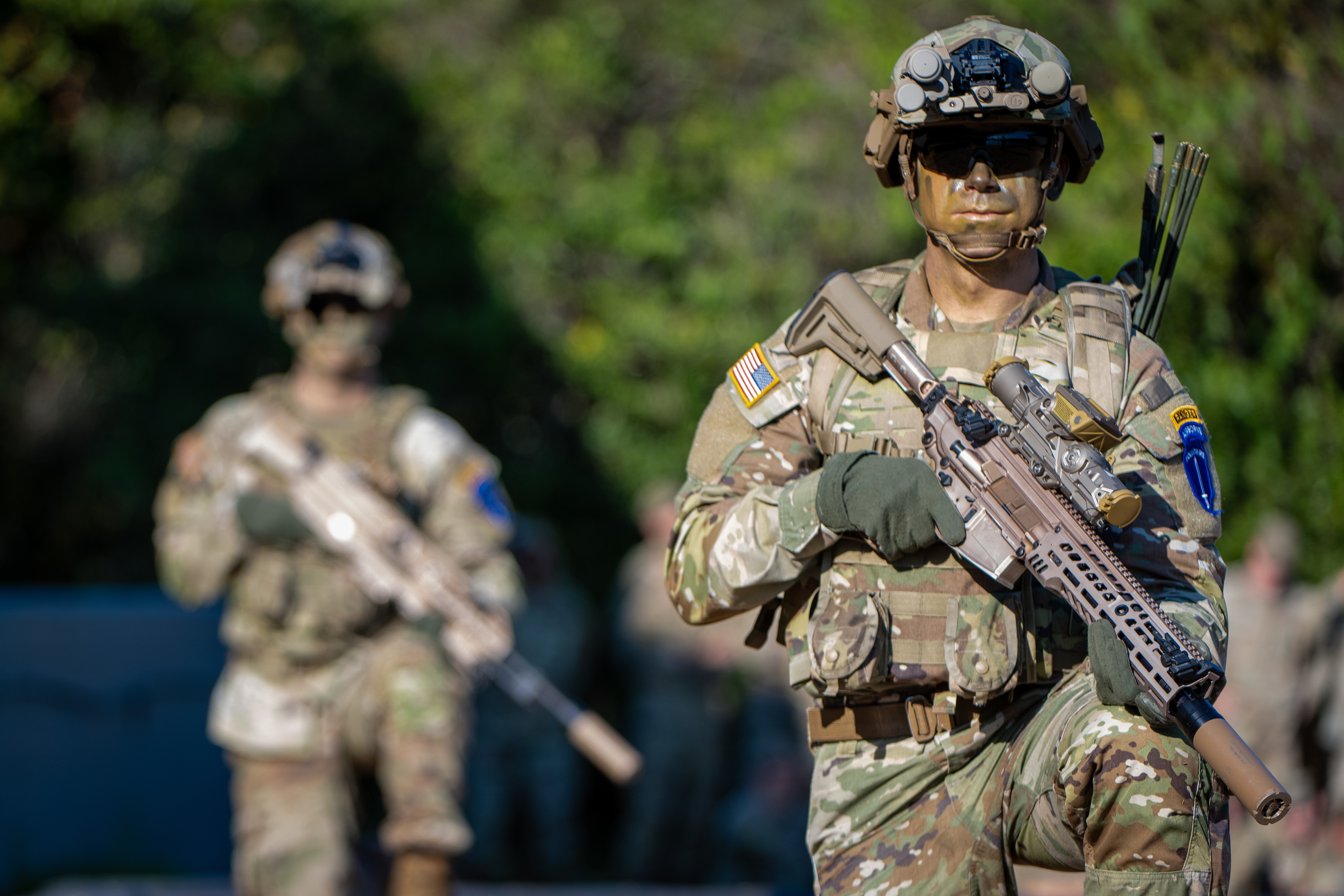
展示NGSW系統的第4遊騎兵訓練營士兵，前方士兵正使用XM7步槍及XM157射控系統

#### MCX SPEAR
MCX SPEAR：SIG Sauer用於參加次世代班用步槍（英語：Next Generation Squad Weapons - Rifle，簡稱NGSW-R）的衍生型。採用.277 FURY（6.8×51毫米）SIG Hybrid鋼銅混合彈殼彈藥及採用SR-25規格彈匣。加入雙邊槍機釋放鈕，而可翻轉T型槍機拉柄改為一般MCX的雙邊槍機拉柄。可更換槍管使用7.62×51毫米北约口徑步枪子彈，並且設有兩段（NORMAL-ADVERSE）可調導氣座，SIG Sauer在NGSW系統中採用供電導軌以安裝配件。在2019年國際防務裝備展（DSEI）中展出為13英寸槍管型，並裝上MIL-SLX68-QD抑制器。2020年，在一次訪問中SIG的CMO Tom Taylor表示在兩年內一定會推出MCX SPEAR的民用版本，唯價格絕不便宜。MCX Spear於2022年4月成為NGSW計畫得標者，命名為XM5並預計替換M4/M4A1步槍。2023年1月，因應版權問題，美軍將XM5改名為“XM7”。

## 使用國

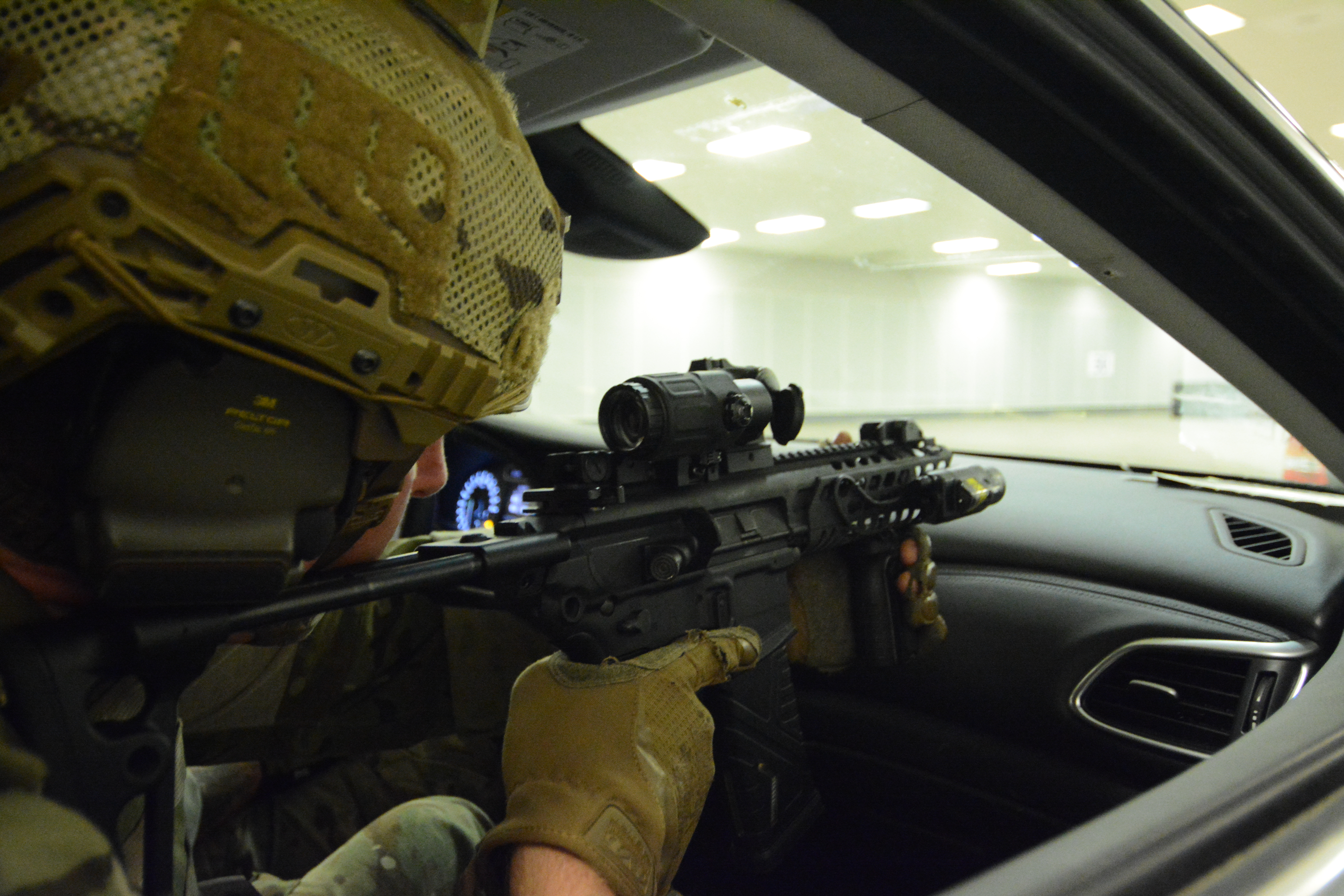
使用MCX進行射擊訓練的英國陸軍皇家炮兵4/73（獅身人面象）炮台特別觀察站士兵

- - 澳洲國防軍（採用.300 BLK口徑短槍管版本，用作個人防衛武器）[34]
    - 澳洲特種作戰司令部（VIRTUS）

  - 維多利亞州警察特別行動組（英语：Victoria Police Special Operations Group）[35]（MCX）
- 比利时
  - 比利時聯邦警察（英语：Federal Police (Belgium)）特別單位（英语：Federal Police Special Units）
- 加拿大
  - 加拿大特種作戰部隊司令部（VIRTUS）
  - 薩斯喀徹溫省護理人員
  - 魁北克省警察
- 丹麦
  - 丹麥皇家陸軍獵人軍團（英语：Jaeger Corps (Denmark)）
  - 丹麥皇家海軍（英语：Royal Danish Navy）蛙人軍團（英语：Frogman Corps (Denmark)）
  - 丹麥警察警察行動部隊
- 爱沙尼亚
  - 愛沙尼亞警察及邊防局（英语：Police and Border Guard Board）K突擊隊（英语：K-Commando）
- 芬兰
  - 芬蘭警察（英语：Police of Finland）快速應變單位（英语：Police Rapid Response Unit (Finland)）（VIRTUS）
- 法國
  - 法國陸軍（VIRTUS）
  - 法國特種作戰司令部（英语：Special Operations Command (France)）（VIRTUS）
  - 法國國家警察搜索，支援，干預，威懾部隊（.300 Blackout口徑VIRTUS）
  - 國家憲兵干預組（VIRTUS、Rattler）
- 德国
  - 德國邦警察（英语：Landespolizei）
  - 柏林警察（英语：Berlin Police）[36]
- 冰島
  - 冰島國家警察（英语：Icelandic Police）
- 印度尼西亞
  - 印尼空軍布拉沃90分遣隊（英语：Bravo Detachment 90）
  - 印尼國家警察（英语：Indonesian National Police）[37]
- 以色列
  - 以色列國防軍特種部隊單位（.300 Blackout口徑VIRTUS）
- 義大利
  - 義大利海軍潛水員與突襲兵司令部（英语：Comando Raggruppamento Subacquei e Incursori Teseo Tesei）
- 立陶宛
  - 立陶宛警察反恐行動單位ARAS（英语：ARAS (Lithuania)）
- 馬爾他
  - 馬耳他武裝部隊（英语：Military of Malta）（VIRTUS）[38][39]
  - 馬耳他警察部隊（英语：The Malta Police Forve）
- 墨西哥
  - 墨西哥海軍特種部隊（英语：Fuerzas Especiales）（VIRTUS）
- 荷蘭
  - 荷蘭海軍陸戰隊海上特種作戰部隊[40]
  - 荷蘭國家警察部隊（英语：National Police Corps (Netherlands)）特別干預局（英语：Dienst Speciale Interventies）（VIRTUS）
- 波蘭
  - 波蘭武裝力量
    - 行動應變及機動組
    - 福爾摩沙部隊

  - 內部安全局
- 葡萄牙
  - 葡萄牙治安警察（英语：Polícia de Segurança Pública）特别行动组（5.56毫米口徑VIRTUS）
- 中華民國
  - 國家安全局[41]
  - 警政署維安特勤隊[42]
  - 海洋委員會海巡署海巡特勤隊（Rattler LT）
- 西班牙
  - 西班牙海軍[43]
- 瑞典
  - 瑞典軍事情報及安全總局（英语：Director of Military Intelligence and Security (Sweden)）（VIRTUS）
- 瑞士
  - 特警單位（VIRTUS）
- 泰國
  - 泰國皇家警察
- 乌克兰
  - 烏克蘭特種作戰部隊（VIRTUS、LT）
  - 烏克蘭安全局（VIRTUS）
  - 烏克蘭國民衛隊（VIRTUS）
- 英国
  - 英國陸軍第5皇家炮兵團（英语：5th Regiment Royal Artillery）
    - 4/73（獅身人面象）炮台特別觀察站（英语：4/73 (Sphinx) Special Observation Post Battery RA）（MCX）

  - 英國皇家海軍陸戰隊（LT）
  - 英國特種部隊（.300 Blackout口徑MCX、Rattler、LT）[44]
    - 英國陸軍第22空降特勤團
    - 英國陸軍特種偵察團
    - 英國皇家海軍舟艇特勤團

  - 英國交通警察（MCX）
  - 倫敦都市警部特別罪案及行動特種槍械司令部（MCX、Rattler）[45][46][47][48]
  - 多個地方警察部門
    - 蘇格蘭警察
    - 西約克郡警察（英语：West Yorkshire Police）
    - 西密德蘭郡警察（英语：West Midlands Police）
    - 蘇塞克斯警察（英语：Sussex Police）
    - 德文郡和康沃爾郡警察（英语：Devon and Cornwall Police）
    - 北愛爾蘭警察局
- 美国
  - 美國武裝部隊，採用MCX Spear，命名為“M7”，以取代在前線部隊中服役的M4卡賓槍。
    - 美国特种作战司令部[49]
      - 美國聯合特種作戰司令部（.300 Blackout口徑Rattler）
        - 美國陸軍第1特種部隊D作戰分遣隊（LVAW、LT、CSAW）
        - 美國空軍第24特種戰術中隊（英语：24th Special Tactics Squadron）（LVAW）

      - 美國陸軍第1特種部隊司令部（SURG上機匣套件、MK 23 RSAR）
      - 美國空軍特種作戰司令部（LT）

  - 地方警察單位

## 犯罪用途

### 2016年奧蘭多夜店槍擊案
2016年6月12日約上午2:00至5:00（北美东部时区UTC-4），美國佛罗里达州奧蘭多南奧蘭治大道1912號，29歲阿富汗裔伊斯兰国恐怖分子奥马尔·马丁使用SIG MCX半自動步槍型（和格洛克17手槍），在佛羅里達州奧蘭多「脈動」同志酒吧中開槍殺死至少49人並擊傷53人，直到他在與警方的交火中身亡為止。這是美國歷史上第二嚴重的大規模槍擊事件，死傷人數僅次於911恐怖攻擊事件和拉斯维加斯枪击事件。

## 流行文化

### 電影
- 2018年—：型號為MCX，由美國中央情報局特別活動部特工道格拉斯（卡羅·奧本（英语：Carlo Alban）飾演）所使用。
- 2018年—：型號為MCX，由雷斯尼克（喬納森·斯卡夫（英语：Jonathan Scarfe）飾演）所使用。

### 電子遊戲
- 2007年—《戰地之王》：命名為「SIG MCX SBR」。
- 2017年—《逃離塔科夫》：型號分別為MCX及MCX SPEAR。
  - MCX命名為「SIG MCX 300 blk」，為.300 Blackout口徑型。可使用各類配件進行改裝，通用AR15系列之彈匣及彈鼓。
  - MCX Spear命名為「SIG MCX Spear 6.8x51」，為6.8x51口徑，使用330毫米槍管及配套護木，通用AR10系列之彈匣。
- 2019年—：型號為MCX VIRTUS，命名為「M13」，外觀與真槍有些許不同。戰役模式中由英國陸軍特種空勤團所使用。聯機模式時為解鎖武器，並可進行定製改裝，包括改用.300 Blackout子彈及消音／短槍管。
- 2021年—《惡靈古堡 村莊》：命名為“WCX”。可配備前握把及紅點瞄準器。任意難度通關後以30000CP主菜單購買即可解鎖。
- 2021年—：型號為MCX SPEAR，命名為「M5A3」，可使用各類配件進行改裝。
- 2021年—《嚴陣以待》：型號為MCX VIRTUS及MCX，分別命名為“LVAR”及“MCX”。兩者皆於1.0版本實裝。
  - “LVAR”以MCX VIRTUS作原型，內設抑制器，發射.300 Blackout子彈並具有來自LVAW型的部份特徵。
  - MCX發射5.56×45mm NATO子彈。
- 2021年—《蔚藍檔案》：型號為MCX VIRTUS，守月鈴美的固有武器「Safety」原型。
- 2022年—《決勝時刻：現代戰爭II 2022》：型號為MCX VIRTUS和MCX Rattler SBR，分別命名為「M13B」和「M13C」。M13B預設配備短槍管，於第一季實裝至聯機模式。M13C使用.300 BLK子彈，於第五賽季實裝至聯機模式。
- 2023年—《決勝時刻：現代戰爭III 2023》：型號為MCX SPEAR，命名為“BAS-B”，歸類為戰鬥步槍。
- 2024年—《暗區突圍》：型號為MCX Rattler，可使用勢力幣在聯絡人凱拉那購買，新版首領《黑卡蒂(Hacate）》有機率刷新在武器欄中，使用5.56x45 系列子彈。

### 輕小說
- 2014年—《刀劍神域外傳Gun Gale Online》：由遊戲測試中的“醫生”（Doc）所使用。

## 資料來源
1. ↑  . sigsauer.com.   [January 5, 2019]. （原始内容存档于2018-03-06） （英语）.
2. 1 2 3 4 5 6 7  . militaryfactory.com.   [January 5, 2019]. （原始内容存档于2019-01-06） （英语）.
3. 1 2  . sigsauer.com.   [January 5, 2019]. （原始内容存档于2019-01-06） （英语）.
4. ↑  Crane, David. . defensereview.com.   [January 5, 2019]. （原始内容存档于2019-01-06） （英语）.
5. ↑  . dcatalog.com. SIG Sauer.   [26 February 2017]. （原始内容存档于2018-10-07）.
6. ↑  McLaughlin, Tim. . Reuters. 15 June 2016  [2016-10-21]. （原始内容存档于2016-09-14）.
7. ↑  . SOFREP News. 24 December 2014  [2018-03-18]. （原始内容存档于2018-03-18）.
8. ↑  . SOFREP News. 24 December 2014  [2018-03-18]. （原始内容存档于2018-03-18）.
9. 1 2 3 4 5 6 7  G&A Online Editors. . Guns & Ammo. January 13, 2015  [2016-10-21]. （原始内容存档于2016-10-20）.
10. ↑  Leghorn, Nick. . The Truth About Guns. October 17, 2015  [June 23, 2016]. （原始内容存档于2016-10-08）.
11. ↑  . American Rifleman.   [2016-10-21]. （原始内容存档于2016-09-11）.
12. 1 2 3  Merrill, David. . Recoil. 2015  [2016-10-21]. （原始内容存档于2016-10-25）.
13. 1 2  Warden, Drew. . Gun Digest. October 7, 2015  [2016-10-21]. （原始内容存档于2016-10-30）.
14. ↑  .   [2017-06-10]. （原始内容存档于2017-03-11）.
15. ↑  Utley, Sean. . Tactical Life. 30 June 2015  [2016-10-21]. （原始内容存档于2016-10-14）. The MCX has the familiar AR upper and lower receiver layout that we know, but some caveats have been added here. The upper receiver is hardened in select areas, and Sig has developed replaceable parts for those areas that wear the most. One such part is the metal cam-path insert on the side of the upper receiver. Other replaceable parts include a feed ramp insert and the ambidextrous charging handle latch. These items are all steel inserts or pins. The forward assist has an aluminum housing that can be replaced if it wears out. These features reveal that the MCX was meant for long-term use in harsh conditions. In essence, you won’t have to scrap the upper receiver after hard use, only replace some parts. The lower receiver’s controls require no retraining, as they are the same as an AR’s, while the magazine release, bolt release and safety selector are all ambidextrous. Aftermarket drop-in triggers will be right at home, too.
16. ↑  Federal Gun Control Act 1968 18 U.S. Code § 921 - Definitions （页面存档备份，存于）, Cornell.edu, "(29) The term “handgun” means— (A) a firearm which has a short stock and is designed to be held and fired by the use of a single hand"
17. ↑  . Grand View Outdoors. 24 March 2015  [2016-10-21]. （原始内容存档于2016-10-25）.
18. ↑  . Military Times. 17 April 2014  [2016-10-21]. （原始内容存档于2016-10-13）.
19. ↑  Neville, Leigh. . Casemate Publishing. 31 March 2016: 142–143  [2016-10-21]. ISBN 978-1-4738-8102-0. （原始内容存档于2017-03-20）.
20. ↑  .   [2018-03-18]. （原始内容存档于2018-03-06）.
21. ↑  Martin, Clay. . gunsamerica.com.   [January 5, 2019]. （原始内容存档于2019-01-06） （英语）.
22. ↑  . sigsauer.com.   [January 5, 2019]. （原始内容存档于2019-01-06） （英语）.
23. ↑  . sigsauer.com.   [January 5, 2019]. （原始内容存档于2019-01-06） （英语）.
24. ↑  C, Luke. . The Firearm Blog. 2022-09-18  [2022-09-19]. （原始内容存档于2022-11-17） （美国英语）.
25. ↑  . Soldier Systems Daily.   [2022-09-19]. （原始内容存档于2022-10-06） （美国英语）.
26. ↑  Mastison, Fred. . Tactical Life Gun Magazine: Gun News and Gun Reviews. 2022-09-18  [2022-09-19]. （原始内容存档于2022-10-27） （美国英语）.
27. ↑  Eger, Chris. . Guns.com. 2022-09-19  [2022-09-19]. （原始内容存档于2022-09-28） （英语）.
28. ↑  Merrill, David. . Recoil. 21 May 2015  [2016-10-21]. （原始内容存档于2016-09-22）.
29. ↑  Jahner, Kyle. . Army Times. 8 April 2016  [9 June 2016]. （原始内容存档于2022-05-25）.
30. ↑  . The Firearm Blog. 2021-01-15  [2021-01-15]. （原始内容存档于2022-01-23） （美国英语）.
31. ↑  . The Firearm Blog. 2019-09-12  [2020-05-17]. （原始内容存档于2019-12-06） （美国英语）.
32. ↑  . www.armyrecognition.com.   [2020-05-17]. （原始内容存档于2020-04-27）.
33. ↑  . The Firearm Blog. 2020-08-12  [2020-08-13]. （原始内容存档于2021-04-22） （美国英语）.
34. ↑  .   [2022-10-01]. （原始内容存档于2022-10-03）.
35. ↑  Peter Mitchell. . 7 News Melbourne (Television production) (Seven Network). 24 July 2017  [10 November 2018]. （原始内容存档于2019-02-17）.
36. ↑  .   [2020-09-26]. （原始内容存档于2019-02-17）.
37. ↑  . Pakistan Defence.   [2017-06-10]. （原始内容存档于2017-11-07） （美国英语）.
38. ↑  .   [2019-04-05]. （原始内容存档于2017-09-06）.
39. ↑  AP Exclusive: Captain feared death in migrant hijack at sea
40. ↑  Wilk, Remigiusz. . IHS Jane's 360. IHS Jane's Defence Weekly. 24 November 2016  [2019-01-25]. （原始内容存档于2017-11-09）.
41. ↑  記者洪哲政.  (新闻稿). 聯合新聞網. 2021-09-07  [2021-09-07]. （原始内容存档于2021-10-30） （中文（臺灣））.
42. ↑  .   [2021-06-09]. （原始内容存档于2021-06-09）.
43. ↑  .   [2023-11-04]. （原始内容存档于2023-11-07）.
44. ↑  .   [2020-03-08]. （原始内容存档于2022-01-12）.
45. ↑  Sculthorpe, Tim. . Daily Mail. 3 August 2016  [24 March 2017]. （原始内容存档于2020-02-18）.
46. ↑  Musson, Chris; Gray, Rebecca. . The Scottish Sun. 28 March 2017  [28 May 2017]. （原始内容存档于2018-11-10）.
47. ↑  . Soldier Systems. 28 September 2015  [4 August 2016]. （原始内容存档于2016-08-03）.
48. ↑  Vining, Miles. . 24 November 2015  [4 August 2016]. （原始内容存档于2016-10-23）.
49. ↑  . Army Recognition. 15 February 2018  [17 February 2018]. （原始内容存档于2018-02-17）.
50. ↑  Gibbons-Neff, Thomas. . The Washington Post. June 14, 2016  [June 22, 2016]. （原始内容存档于2016-06-15）.
51. ↑  Gibbons-Neff, Thomas. . Washington Post.   [2017-07-23]. （原始内容存档于2016-06-15）.

## 外部連結
- （英文）—SIG MCX on SIG Evolution（页面存档备份，存于）  The Sig Vendor（页面存档备份，存于）'s website for the SIG MCX
- （英文）—Modern Firearms—SIG MCX modular assault rifle and semi-automatic carbine（页面存档备份，存于）
- （英文）—The Firearm Blog.com—
  - New SIG MCX PDW（页面存档备份，存于）
  - SIG MCX PDW Photos（页面存档备份，存于）
  - SIG 716, SIG MCX and SIG 556 Xi: An Afternoon Of New Rifles At The SIG Academy（页面存档备份，存于）
  - SIG Sauer P320 Take-A-Shot Contest（页面存档备份，存于）
  - SIG Introduces The MCX Carbine（页面存档备份，存于）
  - New SIG MCX In 300 Blackout（页面存档备份，存于）
  - SHOT Show 2015 in Pictures（页面存档备份，存于）
  - Croatian VHS-2 To Enter French Rifle Competition（页面存档备份，存于）
  - A Short (Stroke) History of Tappet Operation, Part IV: Post-War Tappets（页面存档备份，存于）
  - SIG Sauer Announces Supersonic .300 Blackout Ammunition（页面存档备份，存于）
  - SIG MCX shipping in 5.56（页面存档备份，存于）
  - SIG MCX Giveaway (And Now Shipping in 5.56mm)（页面存档备份，存于）
  - Sig MCX Extended Brake Ruled Suppressor by Judge（页面存档备份，存于）
  - SIG MCXs among British Counter Terror Cops（页面存档备份，存于）
  - ［SHOT 2016］ SIG USA Airguns（页面存档备份，存于）
  - TFB’s Weight Omnibus Part 3.1: Stragglers!（页面存档备份，存于）
  - Rifles vs. Ice, from Military Arms Channel（页面存档备份，存于）
  - Breaking: Leitner-Wise Files Suit Against LWRC and Sig Sauer（页面存档备份，存于）
  - Scotland Yard’s C-Men Armed With SIG MCX And a Whole Lot Of Wolf Grey（页面存档备份，存于）
- （英文）—The Truth About Guns.com—
  - How SIG SAUER’s MCX Killed the Honey Badger（页面存档备份，存于）
  - Photos: Hands On with SIG SAUER’s MPX, MCX, and P320（页面存档备份，存于）
  - First Impressions: SIG SAUER’s MCX Rifle（页面存档备份，存于）
  - SIG SAUER’s Silencer Guys: Bigger Really Is Better（页面存档备份，存于）
  - First Impressions: SIG SAUER’s MPX SMG（页面存档备份，存于）
  - SIG SAUER Announces Massive Giveaway Contest – Win an MCX, MPX, P320, and More!（页面存档备份，存于）
  - Hunting: Fire, Flood, Plague, Pestilence – The Leghorn Calamity（页面存档备份，存于）
  - SIG SAUER Launches 300 BLK Ammunition Line（页面存档备份，存于）
  - Just Arrived: SIG SAUER MCX Rifle（页面存档备份，存于）
  - First Look: SIG SAUER MCX .177 Cal Semi-Automatic Air Rifle（页面存档备份，存于）
  - Gun Review: SIG SAUER MCX（页面存档备份，存于）
  - SIG SAUER at the 2015 Texas Firearms Festival. Come and Shoot It! ［VIDEO］（页面存档备份，存于）
  - UK Counter Terrorism Police Seen Running SIG SAUER’s New MCX Rifle（页面存档备份，存于）
  - New from SIG SAUER: SIG MPX, MCX, P226 and P250 Airguns（页面存档备份，存于）
  - PWS Updates Their Mk1 Rifles to Mk1 MOD 2（页面存档备份，存于）
  - Now Shipping: 9″ 300 BLK Barrels, 11″ 5.56 Barrels from SIG SAUER（页面存档备份，存于）
  - ATF Approves SB Tactical Collapsible Pistol Arm Brace（页面存档备份，存于）
  - Mother Jones: Beware the SIG MCX!（页面存档备份，存于）
  - How Many Victims at The Pulse Nightclub Could Have Been Saved If SWAT Hadn’t Waited Three Hours?（页面存档备份，存于）
  - Boxer Tactical Daily Digest: Lots of Bad News and Some Good（页面存档备份，存于）
  - Random Thoughts on Responsibility for The Pulse Nightclub Massacre（页面存档备份，存于）
  - MSNBC: The Pulse Nightclub Killer’s SIG SAUER MCX’s Folding Stock Made it Extra-Special Lethal（页面存档备份，存于）
  - The Truth About the SIG SAUER MCX (VS. AR-15)（页面存档备份，存于）
  - LGBT Groups Sign Arcus Foundation Letter Demanding Disarmament（页面存档备份，存于）
  - Anheuser-Busch Billionaire’s Bush-League Ballistic Bashing（页面存档备份，存于）
  - Why I Own the Same Gun The Pulse Nightclub Terrorist Used to Murder 49 People（页面存档备份，存于）
  - DeSantis Gunhide Question of the Day: What Would You Have Done if You Were the Armed Security at the Pulse Nightclub?（页面存档备份，存于）
  - Ex-NYPD Tactical Training Unit Coordinator: New York’s Finest Don’t Need to Patrol with Rifles（页面存档备份，存于）
  - “Was The Gun Used By The Orlando Shooter a ‘Weapon of War’?”（页面存档备份，存于）
  - SIG’s Modified Prone Position: Just Thought I’d Leave This Here（页面存档备份，存于）
  - TTAG Attends 2016 Northwest Shooting Sports Expo（页面存档备份，存于）
- （英文）—Guns & Ammo.com—
  - First Look: SIG Sauer MCX（页面存档备份，存于）
  - Review: SIG Sauer MCX（页面存档备份，存于）
- （英文）—Tactical-Life.com—
  - New For 2015: Sig Sauer Unveils Next-Gen SIG MCX（页面存档备份，存于）
  - Sig Sauer Introduces the Cutting-Edge MCX For 2015（页面存档备份，存于）
  - 20 PDWs For Ultimate Close-Quarters Personal Defense（页面存档备份，存于）
  - Exclusive Video: Testing Sig Sauer’s New Multi-Caliber MCX Series（页面存档备份，存于）
  - Sig Sauer’s MCX Rifle: An Elite Modular Weapons System（页面存档备份，存于）
  - Multi-Cal Machines: Sig Sauer’s MPX and MCX Series（页面存档备份，存于）
  - MCX: Sig Sauer’s Incredibly Modular Carbine（页面存档备份，存于）
  - MCX SBR: Sig Sauer’s 11.5-Inch-Barreled Beauty（页面存档备份，存于）
  - 12 of the Best 300 Blackout AR Pistols On the Market （页面存档备份，存于）
- （英文）—Personal Defense World.com—30 Semi-Auto Rifles For Home Defense & Urban Survival（页面存档备份，存于）
- （简体中文）—D Boy Gun World（槍炮世界）—SIG MCX卡宾枪（页面存档备份，存于）